# Olympische Sommerspiele 2004/Teilnehmer (Litauen)
| Gelbes Symbol für Goldmedaillen mit stilisierten Olympischen Ringen | Graues Symbol für Silbermedaillen mit stilisierten Olympischen Ringen | Braundes Symbol für Bronzemedaillen mit stilisierten Olympischen Ringen |
| ------------------------------------------------------------------- | --------------------------------------------------------------------- | ----------------------------------------------------------------------- |
| 1                                                                   | 2                                                                     | —                                                                       |

Litauen nahm an den Olympischen Sommerspielen 2004 in der griechischen Hauptstadt Athen mit 59 Sportlern, 12 Frauen und 47 Männern, teil.
Seit 1924 war es die sechste Teilnahme Litauens bei Olympischen Sommerspielen.

## Flaggenträger
Der Basketballspieler Saulius Štombergas trug die Flagge Litauens während der Eröffnungsfeier im Olympiastadion.

## Medaillengewinner
Mit einer gewonnenen Gold- und zwei Silbermedaillen belegte das litauische Team Platz 45 im Medaillenspiegel.

### Gold
| Name(n)           | Sportart       | Wettkampf    |
| ----------------- | -------------- | ------------ |
| Virgilijus Alekna | Leichtathletik | Diskuswerfen |

### Silber
| Name(n)                | Sportart           | Wettkampf   |
| ---------------------- | ------------------ | ----------- |
| Austra Skujytė         | Leichtathletik     | Siebenkampf |
| Andrejus Zadneprovskis | Moderner Fünfkampf | Einzel      |

## Teilnehmer nach Sportarten

### Basketball
- Herrenteam
4. Platz

- Kader
Vidas Ginevičius
Šarūnas Jasikevičius
Robertas Javtokas
Kšyštof Lavrinovič
Arvydas Macijauskas
Dainius Šalenga
Ramūnas Šiškauskas
Donatas Slanina
Darius Songaila
Saulius Štombergas
Eurelijus Žukauskas
Mindaugas Žukauskas

### Boxen
- Jaroslavas Jakšto
Superschwergewicht: 5. Platz

- Rolandas Jasevičius
Weltergewicht: 17. Platz

### Gewichtheben
- Ramūnas Vyšniauskas
Schwergewicht: 5. Platz

### Judo
- Albert Techov
Superleichtgewicht: in der 1. Runde ausgeschieden

### Kanu
- Egidijus Balčiūnas
Zweier-Kajak 500 Meter: 7. Platz

- Alvydas Duonėla
Einer-Kajak 500 Meter: Halbfinale
Zweier-Kajak 500 Meter: 7. Platz

- Romas Petrukanecas
Einer-Kajak 1000 Meter: Halbfinale

### Leichtathletik
- Virgilijus Alekna
Diskuswerfen: Gold

- Gintaras Andriuškevičius
20 Kilometer Gehen: 28. Platz

- Mindaugas Norbutas
800 Meter: Vorläufe

- Mindaugas Pukštas
Marathon: 74. Platz

- Daugvinas Zujus
50 Kilometer Gehen: 30. Platz

- Živilė Balčiūnaitė
Frauen, Marathon: 14. Platz

- Inga Juodeškienė
Frauen, Marathon: 63. Platz

- Sonata Milušauskaitė
Frauen, 20 Kilometer Gehen: 23. Platz

- Rita Ramanauskaitė
Frauen, Speerwerfen: 31. Platz in der Qualifikation

- Kristina Saltanovič
Frauen, 20 Kilometer Gehen: 19. Platz

- Austra Skujytė
Frauen, Siebenkampf: Silber

- Agnė Visockaitė-Eggerth
Frauen, 100 Meter: Vorläufe

### Moderner Fünfkampf
- Edvinas Krungolcas
Einzel: 31. Platz

- Andrejus Zadneprovskis
Einzel: Silber

### Radsport
- Linas Balčiūnas
4000 Meter Mannschaftsverfolgung: 8. Platz

- Aivaras Baranauskas
4000 Meter Mannschaftsverfolgung: 8. Platz

- Ignatas Konovalovas
4000 Meter Mannschaftsverfolgung: 8. Platz

- Tomas Vaitkus
4000 Meter Mannschaftsverfolgung: 8. Platz
Punktefahren: DNF

- Raimondas Vilčinskas
4000 Meter Mannschaftsverfolgung: 8. Platz

- Simona Krupeckaitė
Frauen, 500 Meter Zeitfahren: 4. Platz

- Jolanta Polikevičiūtė
Frauen, Straßenrennen: 31. Platz

- Rasa Polikevičiūtė
Frauen, Straßenrennen: 29. Platz
Frauen, Einzelzeitfahren: 23. Platz

- Edita Pučinskaitė
Frauen, Straßenrennen: 9. Platz
Frauen, Einzelzeitfahren: 10. Platz

### Ringen
- Svajūnas Adomaitis
Griechisch-römischer Stil, Bantamgewicht: 16. Platz

- Mindaugas Ežerskis
Griechisch-römischer Stil, Schwergewicht: 13. Platz

- Mindaugas Mizgaitis
Griechisch-römischer Stil, Superschwergewicht: 11. Platz

### Rudern
- Kęstutis Keblys
Doppelzweier: Vorläufe

- Einaras Šiaudvytis
Doppelzweier: Vorläufe

### Schießen
- Daina Gudzinevičiūtė
Frauen, Trap: 14. Platz

### Schwimmen
- Paulius Andrijauskas
200 Meter Schmetterling: 30. Platz

- Saulius Binevičius
200 Meter Freistil: 21. Platz
4 × 100 Meter Freistil: 11. Platz

- Edvinas Dautartas
200 Meter Brust: 44. Platz

- Rolandas Gimbutis
50 Meter Freistil: 21. Platz
100 Meter Freistil: 14. Platz
4 × 100 Meter Freistil: 11. Platz

- Darius Grigalionis
100 Meter Rücken: 24. Platz

- Vytautas Janušaitis
200 Meter Lagen: 7. Platz
400 Meter Lagen: 27. Platz
4 × 100 Meter Freistil: 11. Platz

- Rimvydas Šalčius
100 Meter Schmetterling: 35. Platz

- Pavel Suškov
200 Meter Rücken: 26. Platz

- Aurimas Valaitis
100 Meter Brust: 38. Platz

- Paulius Viktoravičius
4 × 100 Meter Freistil: 11. Platz

### Segeln
- Giedrius Gužys
Laser: 27. Platz